# Jussy (Szwajcaria)
Jussy – gmina (fr. commune; niem. Gemeinde) w Szwajcarii, w kantonie Genewa. Leży przy granicy z Francją.

## Demografia
W Jussy mieszkają 1 233 osoby. W 2020 roku 20,4% populacji gminy stanowiły osoby urodzone poza Szwajcarią.
| Ludność            | Ludność | Ludność | Ludność | Ludność | Ludność | Ludność | Ludność | Ludność | Ludność | Ludność | Ludność | Ludność |
| ------------------ | ------- | ------- | ------- | ------- | ------- | ------- | ------- | ------- | ------- | ------- | ------- | ------- |
| Rok                | 1850    | 1860    | 1900    | 1950    | 1960    | 1990    | 2000    | 2010    | 2012    | 2014    | 2017    | 2020    |
| Liczba mieszkańców | 1 020   | 705     | 617     | 650     | 661     | 934     | 1 107   | 1 148   | 1 182   | 1 256   | 1 287   | 1233    |